# Lennogaster chittagongensis
Lennogaster chittagongensis ist ein Wenigborster der Gattung Lennogaster in der Familie Octochaetidae. Die Art wurde im Distrikt Rangamati in der Division Chittagong im Südosten Bangladeschs entdeckt, ist jedoch in weiten Teilen von Myanmar und in Nordindien verbreitet.

## Beschreibung
Der weitgehend unpigmentierte Körper von Lennogaster chittagongensis weist 79 bis 138 Segmente auf, der Erstbeschreibung zufolge 121 Segmente, das rötliche oder bräunliche Clitellum erstreckt sich vom 13. bis zum 17. Segment. Die Körperlänge liegt zwischen 24 und 78 Millimeter, bei einem Durchmesser von einem bis, im Bereich des Clitellums, zwei Millimeter. Das Prostomium reicht mit einem zungenförmigen Fortsatz bis zu dessen Hälfte in das Peristomium. Das Verdauungssystem hat keinen Blinddarm, in den Segmenten fünf und sechs befinden sich große Kaumägen. Die Segmente 10 bis 12 haben paarweise angeordnete vertikal eiförmige Kalkdrüsen, die sich in Poren in den Seitenwänden des Ösophagus öffnen. Die Typhlosolis ist am hinteren Ende erweitert. Das letzte Herz befindet sich im 12. Segment. Im 17. Segment sind zwei prostatische Drüsen.
Im Segment 8 befinden sich zwei Samentaschen (Spermatheken), in denen noch nie Sperma vorgefunden wurde. Daher wird angenommen, dass Lennogaster chittagongensis sich parthenogenetisch vermehrt. Dennoch hat das achte Segment Kopulationsborsten, die 0,22–0,30 mm lang sind, mit einem Durchmesser von elf bis vierzehn Mikrometer. Die Hoden sind auf das 10. Segment beschränkt, aber im 11. Segment befinden sich Samenleiter. Die penialen Setae der Segmente 18 und 19 sind S-förmig und in Körpernähe mit mehreren Querreihen feiner Zähnchen besetzt. Sie haben eine Länge von 0,5 bis 0,64 Millimeter und an der Basis einen Durchmesser von drei bis sechs Mikrometer, an der Spitze von zwei bis drei Mikrometer. Die Eierstöcke befinden sich im 13. Segment, im 14. Segment befindet sich ein Paar großer Eisäcke. Die Eier sind im Verhältnis zur Größe der Würmer ungewöhnlich groß.

## Verbreitung
Der Typenfundort ist der Distrikt Rangamati (22° 36′ 0″ N, 92° 12′ 0″ O) in den Chittagong Hill Tracts der Division Chittagong im Südosten Bangladeschs. In Myanmar ist die Art weit verbreitet, insbesondere in der Landesmitte. Ihr natürliches Verbreitungsgebiet scheint sich von dort über die Chittagong Hill Tracts bis in den nordostindischen Bundesstaat Tripura und möglicherweise angrenzende Bundesstaaten zu ziehen. Ende des 20. Jahrhunderts wurden Funde aus den indischen Bundesstaaten Himachal Pradesh, Jammu und Kashmir und Westbengalen bekannt. Die dort vorgefundenen Exemplare sind möglicherweise mit Pflanzen oder auf andere Weise eingeschleppt worden.
Nachweise von Lennogaster chittagongensis gibt es aus Plantagen mit Kautschukbäumen, verschiedenen Arten von Bambus und Tee, aber auch von Gärtnereien, Rasenflächen, Mülldeponien oder Kompostierungsanlagen, wo die Würmer in zehn bis dreißig Zentimeter Tiefe leben. Dabei hat die Art im Vergleich zu sympatrischen Exoten eine geringe Toleranz bezüglich Temperatur, Feuchtigkeit, Nährstoff- oder Säuregehalt des Bodens. Sie macht stets nur einen kleinen Teil der Oligochaetenfauna aus.

## Systematik und Taxonomie
Lennogaster chittagongensis ist eine von etwa einem halben Dutzend Arten der Gattung Lennogaster Gates, 1939, die von Myanmar über Bangladesch bis nach Nordindien verbreitet ist. Sie gehört mit etwa dreißig weiteren Gattungen zur Familie Octochaetidae, die wiederum der Ordnung der Regenwürmer im weiteren Sinne angehört.
Die Erstbeschreibung erfolgte 1917 durch den britischen Chirurgen und Zoologen John Stephenson vom Government College in Lahore in den Records of the Indian Museum. Stephenson beschrieb in seiner Veröffentlichung mehrere neue Arten aus Neuzugängen der Sammlung des Indian Museum, darunter Eudichogaster chittagongensis. Für die Beschreibung standen Stephenson zwei Exemplare zur Verfügung, die im Juli 1915 am Typenfundort gesammelt worden waren. Das Typusmaterial befindet sich in der Sammlung des Indian Museum in Kolkata. Der Artname nimmt auf die Chittagong Hill Tracts als ersten Fundort Bezug.
1939 stellte der US-amerikanische Zoologe Gordon E. Gates im Rahmen seiner Revision der Gattung Eudichogaster neben anderen die neue Gattung Lennogaster auf, in die er auch Lennogaster chittagongensis aufnahm.

### Synonym
- Eudichogaster chittagongensis J.Stephenson, 1917